# ماريا لويز كارسيدو
ماريا لويز كارسيدو (من مواليد 30 أغسطس 1953) هي طبيبة إسبانية وسياسية وعضو سابق في مجلس الشيوخ تنتمي إلى حزب العمال الاشتراكي الإسباني. من 2018 إلى 2020 شغلت منصب وزيرة الصحة وشؤون المستهلك والرعاية الاجتماعية بعد استقالة كارمن مونتون. في السابق شغلت أيضًا منصب المفوض السامي الأول لمكافحة فقر الأطفال من يونيو إلى سبتمبر 2018، وهو منصب داخل مكتب رئيس الوزراء.
في عام 2004 تم انتخاب كارسيدو لأول مرة لتمثيل أستورياس في مجلس النواب. أعيد انتخابها مرتين أخريين في عامي 2008 و2011. في عام 2015 ترشحت لمقعد في مجلس الشيوخ وهو المقعد الذي حصلت عليه. استقالت من مجلس الشيوخ في عام 2018 عندما تم تعيينها كمفوضة سامية وانتُخبت مرة أخرى للكونغرس في عام 2019.